# Cyphoma emarginatum
Cyphoma emarginatum är en snäckart som först beskrevs av Sowerby 1830.  Cyphoma emarginatum ingår i släktet Cyphoma och familjen Ovulidae. Inga underarter finns listade i Catalogue of Life.